# 彦坂圭克
彦坂 圭克（ひこさか よしかつ、1991年1月18日 - ）は、ジャパンラグビーリーグワントヨタヴェルブリッツに所属するラグビー選手。

## プロフィール
- 愛知県出身[1]。
- ポジションはフッカー(HO)。
- 身長 178 cm、体重 99 kg
- U20日本代表に選ばれたことがある[2]。
- 双子の兄匡克もラグビー選手でチームメイト。

## 略歴
小学1年生からラグビーを始めた。
2009年、春日丘高校卒業後、筑波大学に入る。なお春日丘高校時代、副主将を務めた。
2013年、筑波大学卒業後、トヨタ自動車ヴェルブリッツ(現・トヨタヴェルブリッツ)に加入。また同年9月7日に行われたトップリーグ第2節のサントリーサンゴリアス戦に先発出場で公式戦初出場を果たす 。
2021年、再結成されたサンウルブズのメンバーに選ばれた。